# Бад Клајнен
Бад Клајнен (њем. Bad Kleinen) општина је у њемачкој савезној држави Мекленбург-Западна Померанија. Једно је од 91 општинског средишта округа Нордвестмекленбург. Према процјени из 2010. у општини је живјело 3.710 становника. Посједује регионалну шифру (AGS) 13058003.

## Географски и демографски подаци
Бад Клајнен се налази у савезној држави Мекленбург-Западна Померанија у округу Нордвестмекленбург. Општина се налази на надморској висини од 55 метара. Површина општине износи 23,4 km². У самом мјесту је, према процјени из 2010. године, живјело 3.710 становника. Просјечна густина становништва износи 158 становника/km².